# Bão Dianmu (2016)
Bão nhiệt đới Dianmu, còn được biết đến ở Việt Nam với tên gọi Bão số 3 năm 2016, là một cơn bão nhiệt đới yếu xảy ra ở bán đảo Lôi Châu, Trung Quốc và miền Bắc Việt Nam vào giữa tháng 8 năm 2016. Đó là cơn bão thứ tám được đặt tên của mùa bão hàng năm.

## Cấp bão
Cấp bão (Việt Nam): 83 km/h (Cấp 9) – bão nhiệt đới.
Cấp bão (Nhật Bản): 40kts – bão nhiệt đới dữ dội. Áp suất 985 hPa (mbar)
Cấp bão (Hàn Quốc): 85 km/h (24 m/s) – bão nhiệt đới
Cấp bão (Hoa Kỳ): 40kts – bão nhiệt đới
Cấp bão (Đài Loan): 85 km/h (23 m/s) - bão nhiệt đới trung bình
Cấp bão (Hồng Kông): 85 km/h – bão nhiệt đới
Cấp bão (Macau): 65 km/h - bão nhiệt đới
Cấp bão (Thái Lan): 40kts (75 km/h) - bão nhiệt đới
Cấp bão (Trung Quốc): 90 km/h (23 m/s) – bão nhiệt đới dữ dội

## Lịch sử khí tượng
Bão nhiệt đới Dianmu lần đầu tiên được ghi nhận là một sự xáo trộn nhiệt đới, bởi Trung tâm Cảnh báo Bão chung Hoa Kỳ (JTWC) trong ngày 14 tháng 8, trong khi nó nằm ở khoảng 175 km (109 mi) về phía nam của Hồng Kông, Trung Quốc. Sự xáo trộn nằm trong một khu vực hẹp của áo gió thẳng đứng thấp và có một dòng chảy tốt. Vào ngày hôm sau, trung tâm lưu thông cấp thấp của hệ thống bắt đầu hợp nhất khi nó di chuyển về phía tây, trước khi nó được phân loại là áp thấp nhiệt đới bởi Cơ quan Khí tượng Nhật Bản (JMA) trong ngày 15 tháng 8. Trong vài ngày tiếp theo, hệ thống di chuyển dần về phía tây, trước khi JTWC đưa ra cảnh báo hình thành bão nhiệt đới trên hệ thống trong ngày 17 tháng 8.
Áp thấp được JMA đặt tên là Dianmu trong ngày 18 tháng 8, sau khi nó phát triển thành một cơn bão nhiệt đới, trong khi JTWC khởi xướng các cố vấn về hệ thống và phân loại nó là Áp thấp nhiệt đới 11W. Sau khi được đặt tên, Dianmu tiếp tục di chuyển về phía tây dưới ảnh hưởng của một dải áp suất cận nhiệt đới nằm ở phía bắc của hệ thống và đổ bộ lên Bán đảo Lôi Châu của Trung Quốc. Sau đó, hệ thống đã vào Vịnh Bắc Bộ vào ngày hôm đó, nơi nó đã phát triển một tính năng mắt trên hình ảnh vi sóng, trước khi nó đạt đến đỉnh điểm với sức gió 75 km/h (45 mph) khi nó đổ bộ vào miền bắc Việt Nam trong ngày 19 tháng 8. Vào ngày hôm sau Dianmu dần dần suy yếu khi nó di chuyển về phía tây qua Việt Nam, Lào và tỉnh Vân Nam của Trung Quốc, trước khi nó bị thoái hóa thành một vùng áp thấp so với miền bắc Myanmar trong ngày 20 tháng 8. Khu vực áp thấp còn sót lại tiếp tục được theo dõi, khi nó di chuyển qua các vùng của Myanmar và Ấn Độ, trước khi nó được ghi nhận lần cuối trên Bangladesh.